# Calgary Courts Centre
Calgary Courts Centre ist ein hohes Gerichtsgebäude in Calgary, Alberta, Kanada. Das Gebäude befindet sich auf der 601 5th Street SW und verfügt über eine Höhe von 129 Metern bei 24 Etagen. Das Gebäude wurde von der Provinzregierung von Alberta Government of Alberta gebaut und befindet sich in deren Besitz. Das Bauunternehmen war die Cana construction company.

## Geschichte
Der Baubeginn für das Gebäude war Ende 2004 und wurde 2007 fertiggestellt. Der Bau umfasste auch eine Tiefgarage mit 700 Parkplätzen, eine Parkanlage. Dafür wurde die alte Court of Queen’s Bench facility abgerissen. Das Hauptausführende Architekturunternehmen war Kasian Architecture and Interior Design Ltd. in Kooperation mit dem Design Architekten Carlos Ott. Die Sicherheitseinrichtungen des Gebäudes wurden von Convergint Technologies. Das Bauingenieurunternehmen war Stantec.

## Einrichtungen
Das Gebäude verfügt über 73 Verhandlungsäle, Büros, sowie weitere Büros und andere Räume für ca. 180 Sicherheitsbeamte und 360 Verwaltungsangestellte. Das Gebäude verfügt aufgrund der Ereignisse vom 11. September über diverse Sicherheitseinrichtungen. So gibt es mehrere ausfahrbare Stahlbarrieren, die verhindern, dass ein Fahrzeug in das Foyer fahren kann. Das Gebäude kann auch strukturelle Schäden standhalten.